# Heku (köpinghuvudort i Kina, Hunan Sheng, lat 28,19, long 109,47)
Heku (kinesiska: 禾库, 禾库镇) är en köpinghuvudort i Kina. Den ligger i provinsen Hunan, i den södra delen av landet, omkring 340 kilometer väster om provinshuvudstaden Changsha. Antalet invånare är 13 399. Befolkningen består av 6 487 kvinnor och 6 912 män. Barn under 15 år utgör 24,0 %, vuxna 15-64 år 66 %, och äldre över 65 år 9,0 %.
Runt Heku är det ganska tätbefolkat, med 199 invånare per kvadratkilometer. Närmaste större samhälle är Jixin, 15,7 km sydost om Heku. I omgivningarna runt Heku växer huvudsakligen savannskog.
Genomsnittlig årsnederbörd är 1 848 millimeter. Den regnigaste månaden är maj, med i genomsnitt 327 mm nederbörd, och den torraste är januari, med 41 mm nederbörd.